# Campo Alegre de Lourdes
Campo Alegre de Lourdes é um município brasileiro do estado da Bahia. O município localiza-se na região norte do estado baiano, fazendo parte do polígono da seca. Fica a 799 km de Salvador, capital do estado. Possui um área de 2.914,587 km² e sua população, conforme estimativas do IBGE de 2024, foi de 32 377 habitantes.
O município foi criado em 5 de julho de 1962 e o acesso rodoviário à cidade se dá pelas rodovias BR-235, BR-020 e BA-116.

## História
Campo Alegre de Lourdes recebeu estatuto de município pela lei estadual nº 1.702 de 5 de julho de 1962, com território desmembrado de Remanso.

## Geografia

### Clima
Em Campo Alegre de Lourdes existe pouca pluviosidade ao longo do ano. O clima é classificado como BSh de acordo com a Köppen e Geiger. A temperatura média anual em Campo Alegre de Lourdes é 25.9 °C. A média anual de pluviosidade é de 704 mm. Agosto é o mês mais seco com 0 mm. Em Março cai a maioria da precipitação, com uma média de 137 mm. O mês mais quente do ano é Outubro com uma temperatura média de 27.1 °C. 24.4 °C é a temperatura média de Julho. É a temperatura média mais baixa de todo o ano.A diferença entre a precipitação do mês mais seco e do mês mais chuvoso é de 137 mm. Ao longo do ano as temperaturas médias variam 2.7 °C.[carece de fontes?]

## Lista de prefeitos
- Levi Rodrigues Dias (PL) 1997-2000[carece de fontes?]
- Levi Rodrigues Dias (PL) 2001-2004[carece de fontes?]
- Alessandro Dias Rodrigues (PL/PCdoB) 2005-2008[carece de fontes?]
- Alessandro Dias Rodrigues (PCdoB) 2009-2012[carece de fontes?]
- Delaneide Borges Dias (PSD) 2013-2016[carece de fontes?]
- Enilson Marcelo Rodrigues da Silva (PCdoB) 2017-2020[carece de fontes?]

## Evolução populacional
- 1991: 26.125 hab.
- 1996: 25.355 hab.
- 2000: 27.607 hab.
- 2007: 26.935 hab.
- 2010: 28.090 hab.
- 2013: 29.812 hab.[8]